# 1960 Guisan
1960 Guisan (1973 UA) là một tiểu hành tinh vành đai chính được phát hiện ngày 25 tháng 10 năm 1973 bởi Wild, P. ở Zimmerwald Observatory. Nó được đặt theo tên Swiss general Henri Guisan.